# Kállai Ernő Kör
Kállai Ernő Kör Székhely: Budapest. 1989-ben alakult a Magyar Képzőművészek és Iparművészek Szövetsége művészeti írói szakosztályának tagjaiból. Ez volt a Képzőművész Szövetségben az első, szakosztályi kereteken kívül működő tagtársaság, mely a magyarországi műkritikusokat tömörítette.

## Tagjai
- Szemadám György